# Двойна връзка
Двойната връзка представлява химична връзка, при която атомите на два химични елемента са свързани с четири вместо с два електрона. Най-разпространената двойна връзка, тази между два въглеродни атома, се среща у съединения като алкените и алкадиените. В органичната химия чести са и двойната връзка между въглероден и кислороден (карбонилна група), въглероден и азотен (имини), два азотни атома (азосъединения) и др. В структурната формула двойната връзка се представя като две паралелни линии между двата свързани атома (C=C). Двойната връзка е по-здрава и по-къса от единичната връзка. По правило тя е съставена от една сигма-връзка и една пи-връзка.
В молекулата на етена всеки от въглеродните атоми има три sp2 орбитали и една p орбитала. Трите sp2 орбитали лежат в една равнина и имат равнинен ъгъл от 120° помежду си. p-орбиталата е перпендикулярна на останалите орбитали. При приближаване на двата въглеродни атома по една от sp2 орбиталите се припокриват, образувайки една сигма-връзка. p-орбиталите също се припокриват, при което се образува пи-връзката.
| style="text-align:center"\|           | style="text-align:center"\| | style="text-align:center"\| |
| етилен                                | ацетон                      | диметилсулфоксид            |
| Обикновени съединения с двойна връзка |                             |                             |

Със своите само 133 пикометра двойната връзка в етена е по-къса от простата връзка в етана (154 пикометра). Тя е по-здрава (енергия на образуване 636 kJ/mol) от простата връзка (368 kJ/mol), но енергията на двойната връзка е по-малка от удвоената енергия на простата (сигма-)връзка (2*368 = 736 kJ/mol). Това означава, че пи-връзката е по-слаба от сигма-връзката и се разкъсва по-лесно. По тази причина двойната връзка е по-реактивна от простата връзка. Съединенията съдържащи двойна връзка са по-реактивни и участват в т.нар. присъединителни реакции (вж. алкени). Химичните съединения, съдържащи двойни връзки между въглеродни атоми се наричат ненаситени.
Двойната връзка не е симетрична, положението на атомите спрямо нея не е без значение. Това е причината за цис-транс изомерията (виж цис- и транс-бутен).
Две двойни връзки разделени от една проста връзка се наричат спрегнати (конюгирани) връзки. Спрегнатите връзки си влияят взаимно, което може да доведе до тяхното стабилизиране. По тази причина съединения със спрегнати двойни връзки са често по-малко реактивни отколкото би могло да се очаква ако се вземат предвид двойните връзки. По аналогия, молекулата на бензена може да се представи като съдържаща три спрегнати двойни връзки, които си влияят взаимно и стабилизират ядрото (т.нар. делокализирана пи-връзка). В резултат бензола и производните му (ароматни съединения) са по-малко реактивоспособни от съответните циклоалкени.
|  | Тази страница частично или изцяло представлява превод на страницата Double bond в Уикипедия на английски. Оригиналният текст, както и този превод, са защитени от Лиценза „Криейтив Комънс – Признание – Споделяне на споделеното“, а за съдържание, създадено преди юни 2009 година – от Лиценза за свободна документация на ГНУ. Прегледайте историята на редакциите на оригиналната страница, както и на преводната страница, за да видите списъка на съавторите. ВАЖНО: Този шаблон се отнася единствено до авторските права върху съдържанието на статията. Добавянето му не отменя изискването да се посочват конкретни източници на твърденията, които да бъдат благонадеждни. |